# سنتز مایرز
سنتز مایرز(به انگلیسی: Meyers synthesis) یک سنتز آلی برای تهیه آلدئیدهای نامتقارن از طریق آبکافت یک اکسازین است.این واکنش به افتخار آلبرت مایرز شیمی دان آمریکایی نامگذاری شده است.